# Neja (Unscha)
Die Neja (russisch Не́я) ist ein rechter Nebenfluss der Unscha in der Oblast Kostroma in Russland.
Die Neja entspringt auf den Galitscher Höhen im Rajon Tschuchloma. Sie fließt anfangs in östlicher Richtung und passiert das Rajonverwaltungszentrum Parfenjewo. Später wendet sie sich nach Südosten und schließlich nach Süden. In der Stadt Neja mündet die Nelscha, ihr wichtigster Nebenfluss, linksseitig in den Fluss. Die Neja erreicht schließlich 10 km südlich von Makarjew die Unscha, ein linker Nebenfluss der Wolga.
Die Neja hat eine Länge von 253 km. Sie entwässert ein Areal von 6060 km². Sie wird hauptsächlich von der Schneeschmelze gespeist. Der mittlere Abfluss 38 km oberhalb der Mündung beträgt 45,5 m³/s. Zwischen November und April ist der Fluss eisbedeckt.
In der Vergangenheit wurde auf der Neja Flößerei betrieben.